# Bryothinusa
Bryothinusa is een geslacht van kevers uit de familie van de kortschildkevers (Staphylinidae).

## Soorten
- Bryothinusa algarum Sawada, 1971
- Bryothinusa cameroni (Fauvel, 1904)
- Bryothinusa catalinae Casey, 1904
- Bryothinusa celebensis (Fauvel, 1878)
- Bryothinusa chani Moore & Legner, 1971
- Bryothinusa chengae Ahn, 1998
- Bryothinusa fluenta Moore & Legner, 1975
- Bryothinusa gangjinensis Ahn & Jeon, 2004
- Bryothinusa grootaerti Haghebaert, 1995
- Bryothinusa hauseri Ashe, 2005
- Bryothinusa hongkongensis Moore, Legner & Chan, 1973
- Bryothinusa koreana Ahn & Jeon, 2004
- Bryothinusa madecassa Pace, 2008
- Bryothinusa minuta (Sawada, 1955)
- Bryothinusa nakanei (Sawada, 1955)
- Bryothinusa neoguineensis Pace, 2000
- Bryothinusa orousseti Pace, 1990
- Bryothinusa papuensis Haghebaert, 1995
- Bryothinusa parvula Haghebaert, 1995
- Bryothinusa perexilis Pace, 1994
- Bryothinusa peyerimhoffi (Fauvel, 1904)
- Bryothinusa rothi Moore & Legner, 1975
- Bryothinusa sakishimana Sawada, 1991
- Bryothinusa samoensis Pace, 1984
- Bryothinusa sawadai Moore, Legner & Chan, 1973
- Bryothinusa sinensis Moore, Legner & Chan, 1973
- Bryothinusa subtilissima (Cameron, 1904)
- Bryothinusa testacea (Cameron, 1904)
- Bryothinusa testaceipennis (Cameron, 1919)
- Bryothinusa tsutsuii (Sawada, 1955)